# Ophiophrura
Ophiophrura is een geslacht van slangsterren uit de familie Ophiomyxidae.

## Soorten
- Ophiophrura imperfecta (H.L. Clark, 1915)
- Ophiophrura liodisca H.L. Clark, 1911
- Ophiophrura tripapillata (Stöhr & Segonzac, 2005)